# Himalayavråk
Himalayavråk (Buteo refectus) är en fågel i familjen hökar inom ordningen hökfåglar.

## Utbredning och systematik
Fågeln häckar från västra Himalaya i norra Indien österut till bergstrakter i sydcentrala Kina (Sichuan och Gansu) och övervintrar i Sydostasien. Den behandlas som monotypisk, det vill säga att den inte delas in i några underarter.

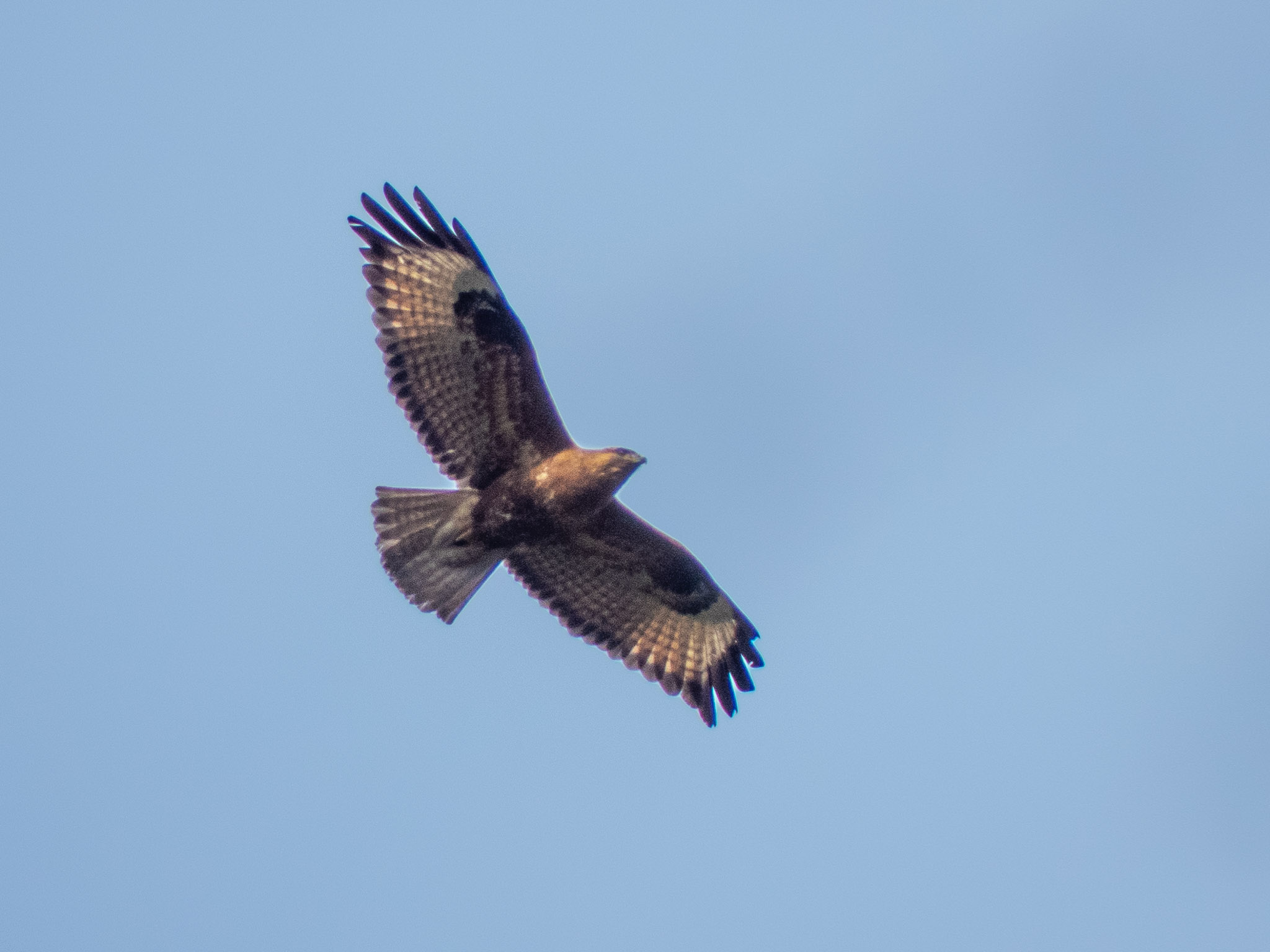

## Status
Arten har ett stort utbredningsområde och internationella naturvårdsunionen IUCN kategoriserar arten som livskraftig. Beståndsutvecklingen är dock oklar.